# Magister dixit
(lat.) Magister dixit (O mestre o disse) é uma expressão latina que pode ser utilizada quando se procura construir um argumento referindo-se a uma autoridade tida como inquestionável.
O termo era usual no Império Romano, tendo sido muito usado pelos professores de Florença e em toda a Itália entre o final do Século XV e inicio do Século XVI, para impor silêncio aos alunos que questionavam as teorias de Aristóteles, que era considerado o mestre da Astronomia. Quando algum aluno da Universidade questionava alguma teoria aristotélica, os professores interrompiam-no proferindo a frase "Magister Dixit", que significa "O Mestre Disse", e dava fim a questão. Neste sentido tornou-se comum pronunciar esta expressão latina. 
Ver também as seguintes expressões correlatas:
- (lat.) ipse dixit (ele mesmo o disse): O líder, o mestre, o disse. Uma expressão que Cícero utilizou em seu escrito De natura deorum.

- (greg.) autos epha (Αὐτὸς ἔφα - ele mesmo o disse): O líder, o mestre o disse. Uma expressão que os pupilos e seguidores de Pitágoras utilizavam nas ocasiões em que procuravam apresentar um argumento em relação a alguma tese como uma verdade categoricamente irrefutável.

Na Idade Média o conceito magister dixit foi muito utilizado na Europa para afirmar o poder e autoridade incontestável da Igreja Católica e suas lideranças eclesiásticas (i.e papas, bispos, cardeais, padres, etc.). 
No contexto democrático ocidental atual a expressão magister dixit é frequentemente utilizada de forma irônica.